# Federação de Futebol do Burundi
A Federação de Futebol do Burundi (em francês: Fédération de Football du Burundi, ou FFB) é o órgão dirigente do futebol no Burundi. Ela é filiada à FIFA, à CAF e à CECAFA. Ela é a responsável pela organização dos campeonatos disputados no país, bem como da Seleção Nacional masculina e feminina.